# Ledi-geraru
O Ledi-Geraru é um sítio arqueológico localizado na região de Afar, na Etiópia. Este local é de importância significativa para os estudos paleoantropológicos devido à descoberta de fósseis que fornecem informações valiosas sobre a evolução humana.
Descoberto em 2013 pela equipe de pesquisa liderada pelo Dr. Brian Villmoare da Universidade de Nevada, Ledi-Geraru data de cerca de 2,8 milhões de anos atrás, tornando-se um dos mais antigos sítios de fósseis humanos na região do Corno da África. Os fósseis encontrados em Ledi-Geraru incluem fragmentos de mandíbula e dentes, que foram atribuídos à espécie Australopithecus afarensis.
Uma das descobertas mais notáveis em Ledi-Geraru é a mandíbula parcialmente preservada, conhecida como LD 350-1, que apresenta características primitivas semelhantes às dos primeiros hominínios, mas também possui características que sugerem uma transição em direção aos hominínios mais derivados. A descrição detalhada do LD 350-1 revela uma mandíbula esquerda bem preservada, incluindo raízes e coroas dentárias dos dentes C e M3. Embora algumas áreas tenham sofrido danos, como a margem alveolar bucal entre os dentes P3 e M1, a região sinfisária, a raiz do ramo ascendente e a margem inferior do corpo permanecem intactas, proporcionando aos pesquisadores uma oportunidade única de estudar a morfologia e a estrutura dentária desses antigos hominínios.
Mesmo 11 anos depois de sua escavação, a mandíbula de Ledi-Geraru ainda é muito estudada, devido à sua combinação única de traços primitivos observados em Australopithecus e traços derivados observados em Homo. Além disso, o LD 350-1 é, pelo menos, 200 mil anos mais novo que o fóssil mais recente de A. afarensis, assim dificultando sua atribuição a essa espécie. Essa descoberta agitou o meio científico, pois os pesquisadores autores propuseram implicações que apontam para o lugar e o tempo de origem do gênero Homo. Já se é aceito entre os pesquisadores que este surgiu entre 3 e 2 milhões de anos atrás. Com o artigo, esse tempo se torna entre 2,8 e 2,5 milhões de anos atrás, na região próxima ao Corno da África e seu entorno.
Discussão:
Villmoare et al. (2015a) sugeriram que o LD 350-1 apresenta afinidades morfológicas significativas com espécies do Homo, no entanto, Hawks et al. (2015) discordaram, e enfatizaram que a mandíbula possui similaridades significativas com A. afarensis, A. africanus, e A. sediba, três espécies do gênero Australopithecus. Mesmo Villmoare alegando que as afirmações de Hawks eram inconsistentes, mais recentemente, Neves et al. (2023) reavaliaram as medidas do fóssil, e sugerem que ele é morfologicamente mais próximo do gênero Homo, assim, estendendo o surgimento do nosso gênero em 400 mil anos. No entanto, Neves e colaboradores reforçam a importância de mais descobertas para o período, para então poder afirmar com maior certeza sobre sua classificação. 
Também é interessante notar os artefatos de pedra encontrados na região de Ledi-Geraru. Em 2012, foi encontrado na região leste do Projeto de Pesquisa Ledi-Geraru (responsável pelo ordenamento do sítio arqueológico), chamada de Bokol-Dora 1 (BD1), objetos de pedra pertencentes aos artefatos olduvaienses datados de aproximadamente 2,5 milhões de anos atrás. As mais antigas peças criadas em pedra com função de ferramentas são conhecidas como ferramentas de Oldowan e marcam a primeira grande fase da produção de objetos e ferramentas dos hominídeos. Assim, o trabalho amplia a visão da junção entre adaptações comportamentais e evolução biológica.
Por fim, mesmo que ainda não haja uma resposta definitiva para sua identidade, LD 350-1 é um dos poucos fósseis disponíveis datados entre 3,0 e 2,5 milhões de anos, sendo, portanto, fundamental nos estudos acerca do surgimento do gênero Homo.
REFERÊNCIAS
1. VILLMOARE, Brian et al. Early Homo at 2.8 Ma from Ledi-Geraru, Afar, Ethiopia. Science 347,1352-1355 (2015). DOI:10.1126/science.aaa1343

1. HAWKS, John, Darryl J. de Ruiter, and Lee R. Berger. "Comment on “Early Homo at 2.8 Ma from Ledi-Geraru, Afar, Ethiopia”." Science 348.6241 (2015): 1326-1326.

1. VILLMOARE, Brian et al. "Response to Comment on “Early Homo at 2.8 Ma from Ledi-Geraru, Afar, Ethiopia”." Science 348.6241 (2015): 1326-1326.

1. BRAUN, David R. et al. "Earliest known Oldowan artifacts at> 2.58 Ma from Ledi-Geraru, Ethiopia, highlight early technological diversity." Proceedings of the National Academy of Sciences 116.24 (2019): 11712-11717.

1. NEVES, Walter et al. "Ledi-Geraru strikes again: Morphological affinities of the LD 350-1 mandible with early Homo." Anais da Academia Brasileira de Ciências 95 (2023): e20230032.

1. ↑  Villmoare, Brian; Kimbel, William H.; Seyoum, Chalachew; Campisano, Christopher J.; DiMaggio, Erin N.; Rowan, John; Braun, David R.; Arrowsmith, J Ramón; Reed, Kaye E. (20 de março de 2015). «Early Homo at 2.8 Ma from Ledi-Geraru, Afar, Ethiopia». Science (em inglês) (6228): 1352–1355. ISSN 0036-8075. doi:10.1126/science.aaa1343. Consultado em 26 de junho de 2024